# Колумбія на Чемпіонаті світу з водних видів спорту 2015
Колумбія взяла участь у Чемпіонаті світу з водних видів спорту 2015, який пройшов у Казані (Росія) від 24 липня до 9 серпня.

## Стрибки у воду
Колумбійські стрибуни у воду кваліфікувалился на змагання з індивідуальних та синхронних стрибків.
Чоловіки
| Спортсмен                            | Дисципліна                   | Попередні змагання | Попередні змагання | Півфінали       | Півфінали       | Фінал           | Фінал           |
| Спортсмен                            | Дисципліна                   | Очки               | Місце              | Очки            | Місце           | Очки            | Місце           |
| ------------------------------------ | ---------------------------- | ------------------ | ------------------ | --------------- | --------------- | --------------- | --------------- |
| Себастьян Моралес                    | Трамплін, 1 метр             | 363.70             | 11 Q               | Н/Д             | Н/Д             | 387.35          | 12              |
| Мігель Реєс                          | Трамплін, 1 метр             | 277.80             | 34                 | Н/Д             | Н/Д             | Завершив виступ | Завершив виступ |
| Себастьян Моралес                    | Трамплін, 3 метри            | 364.75             | 34                 | Завершив виступ | Завершив виступ | Завершив виступ | Завершив виступ |
| Мігель Реєс                          | Трамплін, 3 метри            | 326.10             | 44                 | Завершив виступ | Завершив виступ | Завершив виступ | Завершив виступ |
| Віктор Ортега Серна                  | Вишка, 10 метрів             | 373.60             | 30                 | Завершив виступ | Завершив виступ | Завершив виступ | Завершив виступ |
| Себастьян Вілья                      | Вишка, 10 метрів             | 384.80             | 27                 | Завершив виступ | Завершив виступ | Завершив виступ | Завершив виступ |
| Себастьян Моралес Себастьян Вілья    | Синхронний трамплін, 3 метри | 362.19             | 16                 | Н/Д             | Н/Д             | Завершив виступ | Завершив виступ |
| Віктор Ортега Серна Хуан Ріос Лопера | Синхронна вишка, 10 метрів   | 409.92             | 8 Q                | Н/Д             | Н/Д             | 405.03          | 8               |

Жінки
| Спортсменка  | Дисципліна        | Попередні змагання | Попередні змагання | Півфінали        | Півфінали        | Фінал            | Фінал            |
| Спортсменка  | Дисципліна        | Очки               | Місце              | Очки             | Місце            | Очки             | Місце            |
| ------------ | ----------------- | ------------------ | ------------------ | ---------------- | ---------------- | ---------------- | ---------------- |
| Діана Пінеда | Трамплін, 1 метр  | 241.05             | 14                 | Н/Д              | Н/Д              | Завершила виступ | Завершила виступ |
| Діана Пінеда | Трамплін, 3 метри | 264.90             | 22                 | Завершила виступ | Завершила виступ | Завершила виступ | Завершила виступ |
| Сара Перес   | Вишка, 10 метрів  | 233.25             | 35                 | Завершила виступ | Завершила виступ | Завершила виступ | Завершила виступ |

Змішаний
| Спортсмени                   | Дисципліна                   | Фінал  | Фінал |
| Спортсмени                   | Дисципліна                   | Очки   | Місце |
| ---------------------------- | ---------------------------- | ------ | ----- |
| Себастьян Вілья Діана Пінеда | Синхронний трамплін, 3 метри | 266.22 | 12    |

## Хай-дайвінг
Двоє колумбійських спортсменів кваліфікувалося на змагання з хай-дайвінгу.
| Спортсмен     | Дисципліна | Очки   | Місце |
| ------------- | ---------- | ------ | ----- |
| Орландо Дуке  | чоловіки   | 571.55 | 6     |
| Мігель Гарсія | чоловіки   | 545.45 | 9     |

## Плавання
Колумбійські плавці виконали кваліфікаційні нормативи в дисциплінах, які наведено в таблиці (не більш як 2 плавці на одну дисципліну за часом нормативу A, і не більш як 1 плавець на одну дисципліну за часом нормативу B):
Чоловіки
| Спортсмен                                                         | Дисципліна                    | Попередній заплив | Попередній заплив | Півфінал        | Півфінал        | Фінал           | Фінал           |
| Спортсмен                                                         | Дисципліна                    | Час               | Місце             | Час             | Місце           | Час             | Місце           |
| ----------------------------------------------------------------- | ----------------------------- | ----------------- | ----------------- | --------------- | --------------- | --------------- | --------------- |
| Матео де Ангуло                                                   | 200 м вільним стилем          | 1:51.49           | 50                | Завершив виступ | Завершив виступ | Завершив виступ | Завершив виступ |
| Матео де Ангуло                                                   | 400 м вільним стилем          | 3:57.01           | 48                | Н/Д             | Н/Д             | Завершив виступ | Завершив виступ |
| Матео де Ангуло                                                   | 1500 м вільним стилем         | DNS               | DNS               | Н/Д             | Н/Д             | Завершив виступ | Завершив виступ |
| Хорхе Мурільо Вальдес                                             | 50 м брасом                   | 27.99             | =23               | Завершив виступ | Завершив виступ | Завершив виступ | Завершив виступ |
| Хорхе Мурільо Вальдес                                             | 100 м брасом                  | 1:00.67           | 21                | Завершив виступ | Завершив виступ | Завершив виступ | Завершив виступ |
| Хорхе Мурільо Вальдес                                             | 200 м брасом                  | 2:14.92           | 32                | Завершив виступ | Завершив виступ | Завершив виступ | Завершив виступ |
| Омар Пінзон                                                       | 50 м на спині                 | 26.27             | 39                | Завершив виступ | Завершив виступ | Завершив виступ | Завершив виступ |
| Омар Пінзон                                                       | 100 м на спині                | 55.90             | 38                | Завершив виступ | Завершив виступ | Завершив виступ | Завершив виступ |
| Омар Пінзон                                                       | 200 м на спині                | 1:59.24           | 22                | Завершив виступ | Завершив виступ | Завершив виступ | Завершив виступ |
| Омар Пінзон                                                       | 200 м комплексом              | 2:02.80           | 24                | Завершив виступ | Завершив виступ | Завершив виступ | Завершив виступ |
| Еснайдер Реалес                                                   | 100 м батерфляєм              | 54.63             | 48                | Завершив виступ | Завершив виступ | Завершив виступ | Завершив виступ |
| Еснайдер Реалес                                                   | 200 м батерфляєм              | 2:01.13           | 29                | Завершив виступ | Завершив виступ | Завершив виступ | Завершив виступ |
| Омар Пінзон Хорхе Мурільо Вальдес Еснайдер Реалес Матео де Ангуло | Естафета 4 × 100 м комплексом | 3:41.44           | 20                | Н/Д             | Н/Д             | Завершив виступ | Завершив виступ |

Жінки
| Спортсменка                                                         | Дисципліна                        | Попередній заплив | Попередній заплив | Півфінал         | Півфінал         | Фінал            | Фінал            |
| Спортсменка                                                         | Дисципліна                        | Час               | Місце             | Час              | Місце            | Час              | Місце            |
| ------------------------------------------------------------------- | --------------------------------- | ----------------- | ----------------- | ---------------- | ---------------- | ---------------- | ---------------- |
| Марія Альварес                                                      | 400 м вільним стилем              | 4:14.60           | 24                | Н/Д              | Н/Д              | Завершила виступ | Завершила виступ |
| Марія Альварес                                                      | 800 м вільним стилем              | 8:42.14           | 23                | Н/Д              | Н/Д              | Завершила виступ | Завершила виступ |
| Ісабелла Арсілья                                                    | 50 м вільним стилем               | 25.83             | 36                | Завершила виступ | Завершила виступ | Завершила виступ | Завершила виступ |
| Ісабелла Арсілья                                                    | 100 м вільним стилем              | 56.41             | 41                | Завершила виступ | Завершила виступ | Завершила виступ | Завершила виступ |
| Хессіка Кампосано                                                   | 200 м вільним стилем              | 2:01.81           | =36               | Завершила виступ | Завершила виступ | Завершила виступ | Завершила виступ |
| Хессіка Кампосано                                                   | 100 м батерфляєм                  | 1:00.42           | 37                | Завершила виступ | Завершила виступ | Завершила виступ | Завершила виступ |
| Хессіка Кампосано                                                   | 200 м батерфляєм                  | 2:16.40           | 32                | Завершила виступ | Завершила виступ | Завершила виступ | Завершила виступ |
| Кароліна Колорадо                                                   | 50 м на спині                     | 29.61             | 35                | Завершила виступ | Завершила виступ | Завершила виступ | Завершила виступ |
| Кароліна Колорадо                                                   | 100 м на спині                    | 1:03.26           | 42                | Завершила виступ | Завершила виступ | Завершила виступ | Завершила виступ |
| Кароліна Колорадо                                                   | 200 м на спині                    | 2:15.55           | 31                | Завершила виступ | Завершила виступ | Завершила виступ | Завершила виступ |
| Ісабелла Арсілья Кароліна Колорадо Марія Альварес Хессіка Кампосано | Естафета 4 × 100 м вільним стилем | 3:46.15           | 17                | Н/Д              | Н/Д              | Завершили виступ | Завершили виступ |
| Хессіка Кампосано Ісабелла Арсілья Кароліна Колорадо Марія Альварес | Естафета 4 × 200 м вільним стилем | 8:19.04           | 16                | Н/Д              | Н/Д              | Завершили виступ | Завершили виступ |

Змішаний
| Спортсмени                                                           | Дисципліна                    | Попередній заплив | Попередній заплив | Фінал            | Фінал            |
| Спортсмени                                                           | Дисципліна                    | Час               | Місце             | Час              | Місце            |
| -------------------------------------------------------------------- | ----------------------------- | ----------------- | ----------------- | ---------------- | ---------------- |
| Омар Пінзон Хорхе Мурільо Вальдес Хессіка Кампосано Ісабелла Арсілья | Естафета 4 × 100 м комплексом | 3:55.42           | 12                | Завершили виступ | Завершили виступ |

## Синхронне плавання
Двоє колумбійських спортсменів кваліфікувалися на змагання з синхронного плавання в наведених нижче дисциплінах.
| Спортсмен                       | Дисципліна              | Попередні змагання | Попередні змагання | Фінал            | Фінал            |
| Спортсмен                       | Дисципліна              | Очки               | Місце              | Очки             | Місце            |
| ------------------------------- | ----------------------- | ------------------ | ------------------ | ---------------- | ---------------- |
| Естефанія Альварес Моніка Арано | дует, технічна програма | 77.9068            | 22                 | Завершили виступ | Завершили виступ |
| Естефанія Альварес Моніка Арано | дует, довільна програма | 79.1667            | 20                 | Завершили виступ | Завершили виступ |